# Dréan
Dréan (în arabă الذرعان) este o comună din provincia El Tarf, Algeria.
Populația comunei este de 37.686 de locuitori (2008).